# ソコダラ科
ソコダラ科（学名:Macrouridae）は、タラ目に所属する魚類の分類群の一つ。4亜科38属396種で構成される、タラ目で最大のグループである。
学名の由来は、ギリシャ語の「makros（大きな）」+「oura（尾）」から。

## 形態
体は前後に延長している。尾部は紐状で尾鰭を欠いていて、ほとんどの種類では骨格レベルで消失している。鰓条骨は6-8本、服椎骨は10-16本ある。
バケダラ亜科以外のものは背鰭が2基あり（バケダラ科は1基）、第2背鰭と臀鰭は尾部で連続する。顎にヒゲがあり、鱗が小さい。発光器をもつ種類があり、肛門の近くに開口する。体長は80cm程度までのものが多いが、1.5mに達する種類もある。

## 分布・生態
ほぼ全深海に分布する。生息水深は大陸棚近縁 (100m) から海溝の深部 (6,000m以深) まで極めて広範囲に及ぶが、多くは200-2,000mにかけて生息しているとみられる。

## 分類
口の開く位置や背鰭の数・形状などに基づき4亜科に分類される。トウジン属、ネズミダラ属、ホカケダラ属など、50種以上を含む大きな下位分類群が属している。

### アナダラ亜科

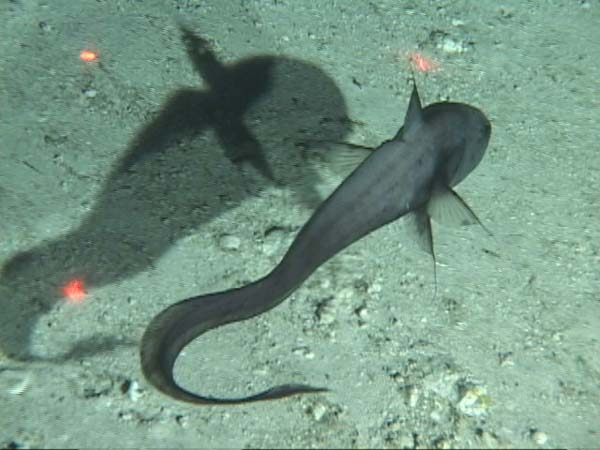
Gadomus melanopterusとみられる種

アナダラ亜科 Bathygadinae は2属26種からなり、最も原始的な一群と考えられている。第2背鰭は第1背鰭のすぐ後ろにあり、臀鰭よりも発達している。鱗は円鱗。口は大きく体の前端に開き、吻は丸みを帯びている。太平洋東部を除く熱帯から亜熱帯海域の中深層～漸深層に広く分布し、最大で65cmほどになる。アナダラ属は顎ヒゲをもたないか不明瞭であるのに対し、カタダラ属は明瞭なヒゲをもっている。
- アナダラ属 Bathygadus (13種)
- カタダラ属 Gadomus (13種)

### バケダラ亜科
バケダラ亜科 Macrouroidinae は2属2種のみで構成される。背鰭は1基で、軟条のみからなり、棘条は存在しない。頭部は塊状でまったく角張りがなく、口は体の下側に開く。腹鰭は退縮し、バケダラ属の種のものは小さく5軟条からなり、バケダラモドキ属の種には全くない。熱帯から温帯の海底に生息し、全長35cm前後。本亜科は独立のバケダラ科 Macrouroididaeとして分類されていた。
- バケダラ属 Squalogadus (1種)
- バケダラモドキ属 Macrouroides (1種)

### Trachyrincinae 亜科
Trachyrincinae 亜科 Trachyrincinae は2属7種からなる。第2背鰭は第1背鰭のすぐ後ろにあり、臀鰭よりもわずかに丈が高い。口は大きく体の下側に開き、吻は長くとがっている。顎ヒゲは小さいか、欠いている。世界中の温帯域の深海に住む。体長は最大60cm。
- Idiolophorhynchus (1種)
- Trachyrincus (6種)

### ソコダラ亜科

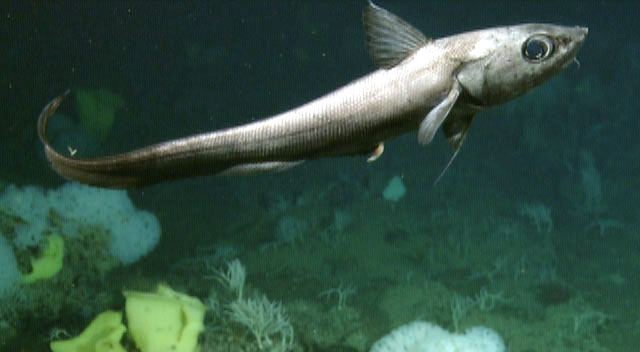
イバラヒゲ
Coryphaenoides acrolepis

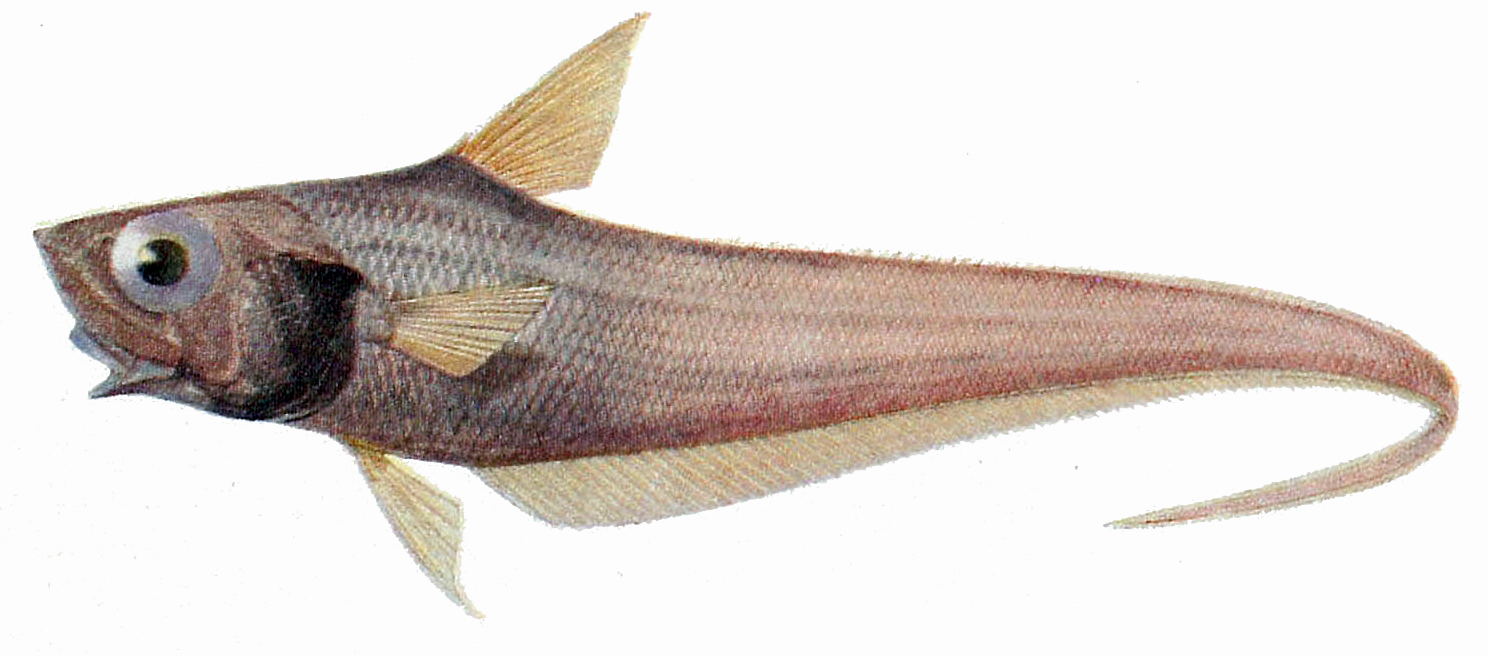
オナジネズミダラ
Nezumia aequalis

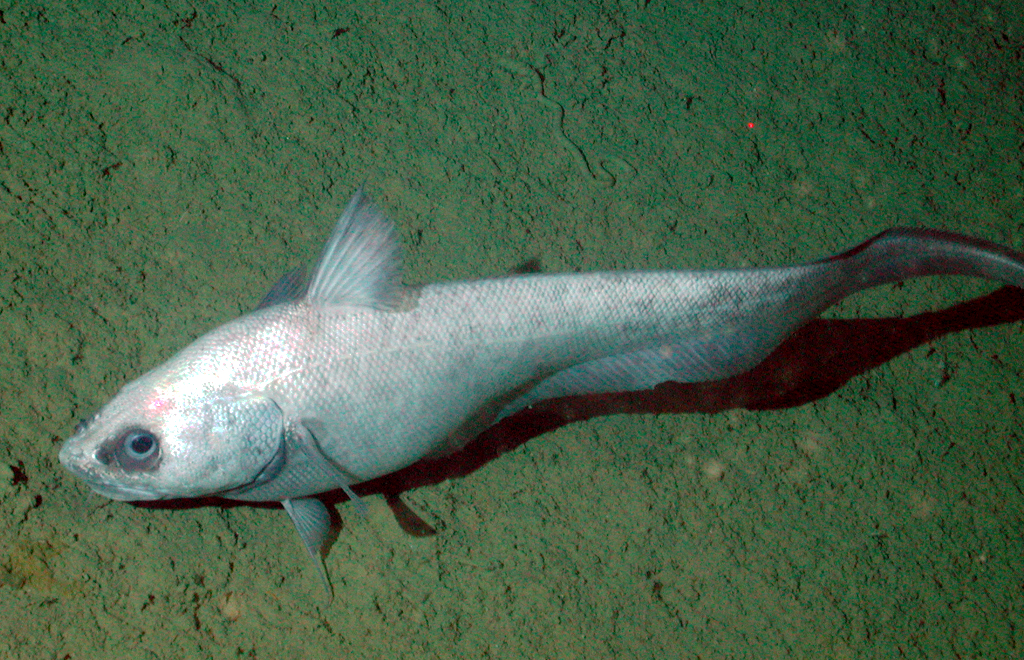
Coryphaenoides leptolepis、水深3,158mにて。

ソコダラ亜科 Macrourinaeは21属361種で構成される。タラ目魚類の半数以上が所属する大きな一群であり、新種の記載も相次いでいる。北極海の高緯度地帯を除く全海域に分布し、深海底の生態系において非常に重要である一方、水産資源として利用可能な種類は限られている。進化している一群で、海底に適応している。
臀鰭が第2背鰭よりも発達し、第1背鰭との間隔は離れている。口が小さく、位置は亜端位もしくは体の下面に開き、下顎先端のヒゲの有無もさまざまである。発光器をもつ種類が多い。最大で1.5mになる種（ムネダラ、Albatrossia pectoralis）がある。鱗は大部分の種で櫛鱗。
- ムネダラ属 Albatrossia (1種)
- ナラクノソコダラ属 Asthenomacrurus (2種)
- Cetonurichthys (1種)
- ダンゴヒゲ属 Cetonurus (2種)
- トウジン属 Coelorinchus (121種)
- ホカケダラ属 Coryphaenoides (65種)
- Cynomacrurus (1種)
- Echinomacrurus (2種)
- Haplomacrourus (1種)
- スジダラ属 Hymenocephalus (24種)
- カガミヒゲ属 Kumba (8種)
- スルガネズミダラ属 Kuronezumia (6種)
- Lepidorhynchus (1種)
- Lucigadus (7種)
- Macrosmia (1種)
- Macrourus (5種)
- マンジュウダラ属 Malacocephalus (7種)
- Mataeocephalus (6種)
- Mesobius (2種)
- ネズミダラ属 Nezumia (51種)
- クロボウズダラ属 Odontomacrurus (1種)
- Pseudocetonurus (1種)
- ニホンソコダラ属 Pseudonezumia (5種)
- Sphagemacrurus (6種)
- ヤリダラ属 Spicomacrurus (4種)
- ワタヒゲ属 Trachonurus (6種)
- ミサキソコダラ属 Ventrifossa (24種)